# Геминация
Гемина́ция (лат. gemino «удваиваю»), или удвое́ние — в фонетике более продолжительное произнесение согласного звука.
Геминация возникает по разным причинам и может выполнять различные функции.

## Обозначения в письме
В различных письменностях, как правило, обозначается удвоением буквы, означающей согласный звук.
Во многих случаях для этого используется специальный символ: дагеш в еврейском письме, шадда в арабском, сокуон в японском.
В эстонском буквы b, d, g используются для кратких, а p, t, k и pp, tt, kk — для долгих согласных.
Удвоение согласной буквы не всегда означает геминацию.

## Геминация в языках мира

### Витальянском языке
- Словоразличительная

coma «кома» — comma «пункт, абзац»
pala «лопата» — palla «шар»

### Влатинском языке
- Ассимиляция

affero < ad-fero «приношу»
- Экспрессивное удвоение

bucca «щека»

### Вфинском языке
- Форморазличительная

Характерное для финского языка чередование сильных и слабых ступеней согласных в корне в ряде случаев предполагает геминацию.
Склонение существительных:
harakka «сорока» (именительный падеж) — harakan «сороки» (родительный падеж)
Спряжение глаголов:
antaa «давать» — annat «даёшь»

### Вяпонском языке
- Словоразличительная (см. сокуон)
- Рэндзё (яп. 連声). Пример: 天皇 ten + ō → tennō «император Японии»

### Внемецком языке
В немецком языке геминация иногда возникает на стыке слов или морфем.
annehmen [ˈan‿neː mən] «принимать»
am Mittag [ˈam‿mɪtɑːk] «в полдень»
(Написание удвоенных согласных на письме обычно не указывает на геминацию и служит для обозначения долготы или краткости предшествующего гласного.
beten [ˈbeːtən] «молиться» — Bett [bet] «кровать»)